# Nakajama Akinori
Nakajama Akinori (遠藤 幸雄; Hepburn: Nakayama Akinori; Nagoja, 1943. március 1. – 2025. március 9.) többszörös olimpiai és világbajnok japán szertornász. 2005-ben bekerült a Tornászok Nemzetközi Hírességeinek Csarnokába. Albert Azaryanon kívül az egyetlen tornász a világon, aki kétszer is olimpiai bajnoki címet szerzett gyűrűn.

## Élete és pályafutása
Világbajnokságon hét aranyérmet szerzett, olimpián hatot. Visszavonulását követően a Japán Tornászszövetség alelnöke volt. A Csúkjó Egyetemen tornászedzőként dolgozott.

### Olimpiai szereplése
| 1968. évi nyári olimpiai játékok                                                           | 1968. évi nyári olimpiai játékok | 1968. évi nyári olimpiai játékok | 1968. évi nyári olimpiai játékok | 1968. évi nyári olimpiai játékok | 1968. évi nyári olimpiai játékok |
| Versenyző                                                                                  | Versenyszám                      | Selejtező                        | Selejtező                        | Döntő                            | Döntő                            |
| Versenyző                                                                                  | Versenyszám                      | Pontszám                         | Helyezés                         | Pontszám                         | Helyezés                         |
| ------------------------------------------------------------------------------------------ | -------------------------------- | -------------------------------- | -------------------------------- | -------------------------------- | -------------------------------- |
| Nakajama Akinori                                                                           | Talaj                            | 19,40                            | 2.                               | 19,400                           |                                  |
| Nakajama Akinori                                                                           | Ugrás                            | 18,85                            | 7.                               | 18,725                           | 5.                               |
| Nakajama Akinori                                                                           | Korlát                           | 19,55                            | 1.                               | 19,475                           |                                  |
| Nakajama Akinori                                                                           | Nyújtó                           | 19,50                            | 1.                               | 19,550                           | *                                |
| Nakajama Akinori                                                                           | Gyűrű                            | 19,50                            | 2.                               | 19,450                           |                                  |
| Nakajama Akinori                                                                           | Lólengés                         | 18,85                            | 12.                              | kiesett                          | kiesett                          |
| Nakajama Akinori                                                                           | Egyéni összetett                 |                                  |                                  | 115,65                           |                                  |
| Cukahara Micuo Endó Jukio Kató Szavao Kató Takesi Kenmocu Eizó Nakajama Akinori            | Csapat összetett                 |                                  |                                  | 575,90                           |                                  |
| 1972. évi nyári olimpiai játékok                                                           |                                  |                                  |                                  |                                  |                                  |
| Nakajama Akinori                                                                           | Talaj                            | 19,05                            | 2.                               | 19,125                           |                                  |
| Nakajama Akinori                                                                           | Ugrás                            | 18,60                            | 12.                              | kiesett                          | kiesett                          |
| Nakajama Akinori                                                                           | Korlát                           | 19,25                            | 3.                               | 18,875                           | 5.                               |
| Nakajama Akinori                                                                           | Nyújtó                           | 19,25                            | 5.                               | 19,225                           | 5.                               |
| Nakajama Akinori                                                                           | Gyűrű                            | 19,40                            | 1.                               | 19,350                           |                                  |
| Nakajama Akinori                                                                           | Lólengés                         | 18,70                            | 6.                               | kiesett                          | kiesett                          |
| Nakajama Akinori                                                                           | Egyéni összetett                 | 114,25                           | 4.                               | 114,325                          |                                  |
| Cukahara Micuo Kaszamacu Sigeru Kató Szavao Kenmocu Eizó Nakajama Akinori Okamura Teruicsi | Csapat összetett                 |                                  |                                  | 571,25                           |                                  |

## Galéria

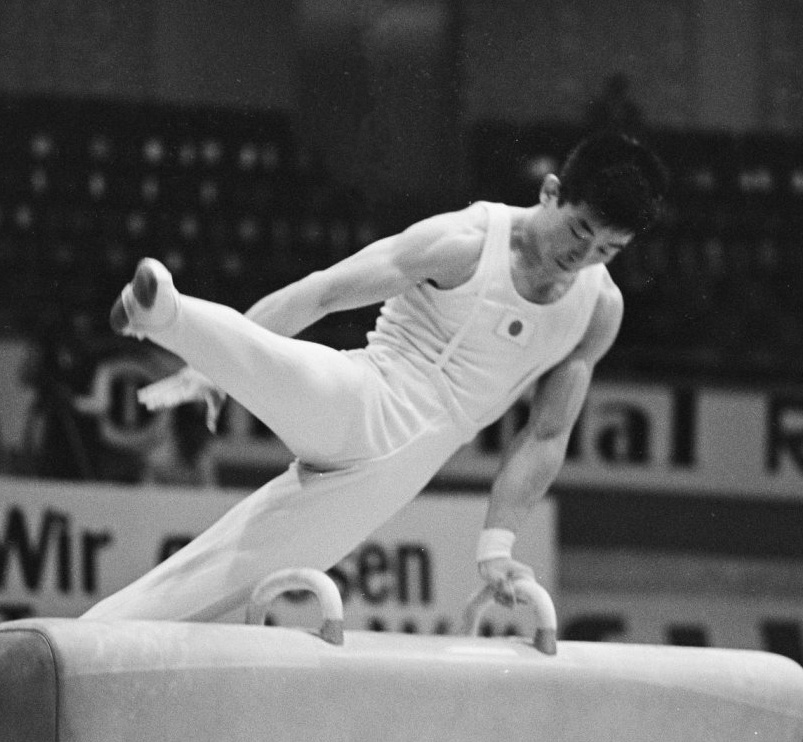
Az 1966-os világbajnokságon